# Escritura safaítica
La escritura safaítica (en árabe: صفائية Ṣafāʾiyyah) es una variedad de la escritura semítica del sur utilizada por los nómadas del desierto de basalto del sur de Siria y el norte de Jordania, la llamada Ḥarrah, para tallar inscripciones en roca en varios dialectos del árabe antiguo y el árabe antiguo septentrional. La escritura safaítica es un miembro del subgrupo antigua Arabia norte a su vez de la escritura semítica sur, cuya unidad genética aún no se ha demostrado.

## Distribución geográfica
El adjetivo «safaítico» proviene de as-Safa, el área donde se descubrió esta escritura en 1857. Se trata de una región del Desierto Sirio que es de basalto y está al sureste de Damasco, la capital siria. Desde entonces, se han encontrado en una amplia área que incluye el sur de Siria, el este de Jordania y el noroeste de Arabia Saudita. Ejemplos aislados ocurren más lejos en lugares como Palmira en Siria, Líbano, Wadi Hauran en el oeste de Irak y Ha'il en el centro norte de Arabia Saudita. La mayor concentración parece estar en Harrat al-Shamah, un desierto de basalto negro, que se extiende hacia el sur y el este desde Jabal al-Druze a través de Jordania y hacia Arabia Saudita. Se han registrado aproximadamente 30.000 inscripciones, aunque sin duda muchos cientos de miles más permanecen sin descubrir debido a la lejanía y la naturaleza inhóspita del terreno en el que se encuentran. Por lo general, las inscripciones se encuentran en las rocas dispersas por el desierto o en las piedras de cairns. En muchos casos no está claro si las inscripciones en los cairns son anteriores o posteriores a la construcción de los cairns.
Se ha encontrado una pequeña cantidad de inscripciones safaíticas fuera de Harrat al-Sham, incluidos ejemplos de Palmira, Hejaz, Líbano y Pompeya.

## Escritura
El alfabeto safaítico comprende 28 letras. Se conocen varios abecedarios (listas del alfabeto), pero todos están escritos en diferentes órdenes, lo que da fuerza a la sugerencia de que la escritura se aprendió casualmente en lugar de enseñarse sistemáticamente.
La escritura safaítica exhibe una variabilidad considerable en las formas de letras y estilos de escritura. Las inscripciones se pueden escribir en casi cualquier dirección y no hay divisores de palabras. Hay dos variantes principales de la escritura: normal y cuadrada. La variante normal exhibe un alto grado de variación, dependiendo de la mano de los autores individuales y el instrumento usado para escribir. La variante cuadrada parece ser una variante estilística deliberada, haciendo uso de formas más angulares de las letras. Las inscripciones rara vez emplean las variantes cuadradas de manera consistente, pero mezclan estas formas con formas de letras normales. Finalmente, una minoría de inscripciones exhibe una mezcla de formas de letras safaíticas e hismaicas.
| Letra  | Letra    | Nombre | Pronunciación (AFI) | Transcripción al árabe clásico (forma moderna) | Transcripción latina | Transcripción latina | Transcripción latina |
| Normal | Cuadrada | Nombre | Pronunciación (AFI) | Transcripción al árabe clásico (forma moderna) | OCIANA               | Winnett & Harding    | SSHB                 |
| ------ | -------- | ------ | ------------------- | ---------------------------------------------- | -------------------- | -------------------- | -------------------- |
|        |          | alif   | ʔ                   | ا، ى، و) أ، إ، ئ، ؤ)                           | ʾ                    | ʾ                    | ʾ                    |
|        |          | ayn    | ʕ                   | ع) ع)                                          | ʿ                    | ʿ                    | ʿ                    |
|        |          | ba     | b                   | ٮ) ب)                                          | b                    | b                    | b                    |
|        |          | dal    | d                   | د) د)                                          | d                    | d                    | d                    |
|        |          | dhal   | ð                   | د) ذ)                                          | ḏ                    | ḏ                    | ḏ                    |
|        |          | Ḍād    | dˤ                  | ص) ض)                                          | ḍ                    | ḍ                    | ḍ                    |
|        |          | fa     |                     | ڡ) ف)                                          | f                    | f                    | f                    |
|        |          | gim    | g                   | ح) ج)                                          | g                    | g                    | g                    |
|        |          | ghayn  | ɣ                   | ع) غ)                                          | ġ                    | ġ                    | ġ                    |
|        |          | ha     | h                   | ه) ه)                                          | h                    | h                    | h                    |
|        |          | hha    | ħ                   | ح) ح)                                          | ḥ                    | ḥ                    | ḥ                    |
|        |          | kha    | x                   | ح) خ)                                          | ẖ                    | ẖ                    | ẖ                    |
|        |          | kaf    | kʰ                  | ک) ك)                                          | k                    | k                    | k                    |
|        |          | lam    | l                   | ل) ل)                                          | l                    | l                    | l                    |
|        |          | mim    | m                   | م) م)                                          | m                    | m                    | m                    |
|        |          | nun    | n                   | ں) ن)                                          | n                    | n                    | n                    |
|        |          | qaf    | q                   | ٯ) ق)                                          | q                    | q                    | q                    |
|        |          | ra     | r                   | ر) ر)                                          | r                    | r                    | r                    |
|        |          | sin    |                     | س) س)                                          | s¹                   | s                    | s                    |
|        |          | shin   | ɬ                   | س) ش)                                          | s²                   | š                    | ś                    |
|        |          | sad    | s                   | ص) ص)                                          | ṣ                    | s                    | s                    |
|        |          | ta     | tʰ                  | ٮ) ت)                                          | t                    | t                    | t                    |
|        |          | tha    | θ                   | ٮ) ث)                                          | ṯ                    | ṯ                    | ṯ                    |
|        |          | tta    |                     | ط) ط)                                          | ṭ                    | ṭ                    | ṭ                    |
|        |          | waw    | w                   | و) و)                                          | w                    | w                    | w                    |
|        |          | ya     | j                   | ى) ي)                                          | y                    | y                    | y                    |
|        |          | zayn   | z                   | ر) ز)                                          | z                    | z                    | z                    |
|        |          | za     |                     | ط) ظ)                                          | ẓ                    | ẓ                    | ẓ                    |

## Lengua
La clasificación lingüística de los dialectos expresados en la escritura Safaitic continúa siendo debatida. La visión tradicional sostenía que, debido a que las inscripciones safaíticas a menudo hacen uso de un artículo definido, en contraste con el árabe clásico, su idioma no debe considerarse como el propio árabe, sino más bien como arábigo septentrional antiguo.   Sin embargo, a medida que más inscripciones han salido a la luz, está claro que los dialectos safaíticos hacen uso de una variedad de formas definidas de artículos, que incluyen 'al, e incluso un simple 'a-.  Sobre la base de este hecho, la opinión competitiva sostiene que los dialectos atestiguados en la escritura safaítica representan un continuum lingüístico, en el que se encuentran el árabe clásico y otras formas más antiguas de la lengua.

## Contenido
La mayoría de las inscripciones safaíticas son grafitis que reflejan las preocupaciones del autor: la disponibilidad de pastoreo para su rebaño de camellos, el duelo por el descubrimiento de otra inscripción por parte de una persona que falleció, o simplemente enumerando su genealogía y declarando que él hizo la inscripción. Otros comentan sobre redadas y rezan por el botín, o mencionan prácticas religiosas. Se han reconocido algunas inscripciones hechas por autoras femeninas. Las inscripciones a veces van acompañadas de arte rupestre, que muestran escenas de caza o batalla, camellos y caballos y sus jinetes, escenas de campamentos beduinos u ocasionales figuras femeninas.